# Eccoptomma freyi
Eccoptomma freyi is een vliegensoort uit de familie van de Milichiidae. De wetenschappelijke naam van de soort is voor het eerst geldig gepubliceerd in 1936 door Hendel.